# Benedict Iroha
Benedict Iroha (n. Aba, Nigeria, 29 de noviembre de 1969) es un exfutbolista nigeriano. Se desempeñó como defensa y militó en diversos clubes de Nigeria, Costa de Marfil, Holanda, Estados Unidos, España e Inglaterra.

## Selección nacional
Ha sido internacional con la Selección de fútbol de Nigeria, donde ha jugado 50 partidos internacionales y anotó solo un gol. Incluso participó con su selección, en 2 copas mundiales. La primera fue en la Estados Unidos 1994, donde su selección quedó eliminado en octavos de final, tras perder ante la Italia comandada por Roberto Baggio y la segunda fue 4 años después, en la edición de Francia 1998, donde su selección nuevamente fue eliminado en octavos de final, esta vez a manos de su similar de Dinamarca.

### Participaciones en Copas del Mundo
| Mundial                        | Sede           | Resultado        |
| ------------------------------ | -------------- | ---------------- |
| Copa Mundial de Fútbol de 1994 | Estados Unidos | Octavos de final |
| Copa Mundial de Fútbol de 1998 | Francia        | Octavos de final |

## Clubes
| Club                    | País            | Año       |
| ----------------------- | --------------- | --------- |
| Bendel Insurance        | Nigeria         | 1988-1989 |
| Iwuanyanwu Nationale    | Nigeria         | 1989-1990 |
| ASEC Mimosas            | Costa de Marfil | 1991-1992 |
| Vitesse                 | Países Bajos    | 1992-1996 |
| San Jose Clash          | Estados Unidos  | 1996-1997 |
| Washington D. C. United | Estados Unidos  | 1997      |
| Elche                   | España          | 1997-1998 |
| Watford                 | Inglaterra      | 1998-2000 |